# Église Notre-Dame-de-Fougeray de Cormery
Pour les articles homonymes, voir Église Notre-Dame.
L'église Notre-Dame-de-Fougeray, parfois appelée église Notre-Dame-du-Fougeray, est une église paroissiale affectée au culte catholique située dans la commune de Cormery, département d'Indre-et-Loire, en France.
La construction de cet édifice, qui en a peut-être remplacé un autre non localisé, s'est déroulée en deux étapes dans le courant du XIIe siècle à l'initiative des moines de l'abbaye Saint-Paul mais des remaniements ont eu lieu ensuite, comme la reprise de la charpente et du clocher au XVe siècle après les ravages de la Guerre de Cent Ans ou l'adjonction d'un auvent contre la façade principale à l'époque moderne.
Elle est classée au titre des monuments historiques en 1912. Une cuve baptismale (XIIe siècle), des fresques sur les murs de la nef (XIIIe siècle), des stalles et des statues dans le chœur (XVe siècle) sont pour leur part référencées dans la base Palissy.

## Localisation

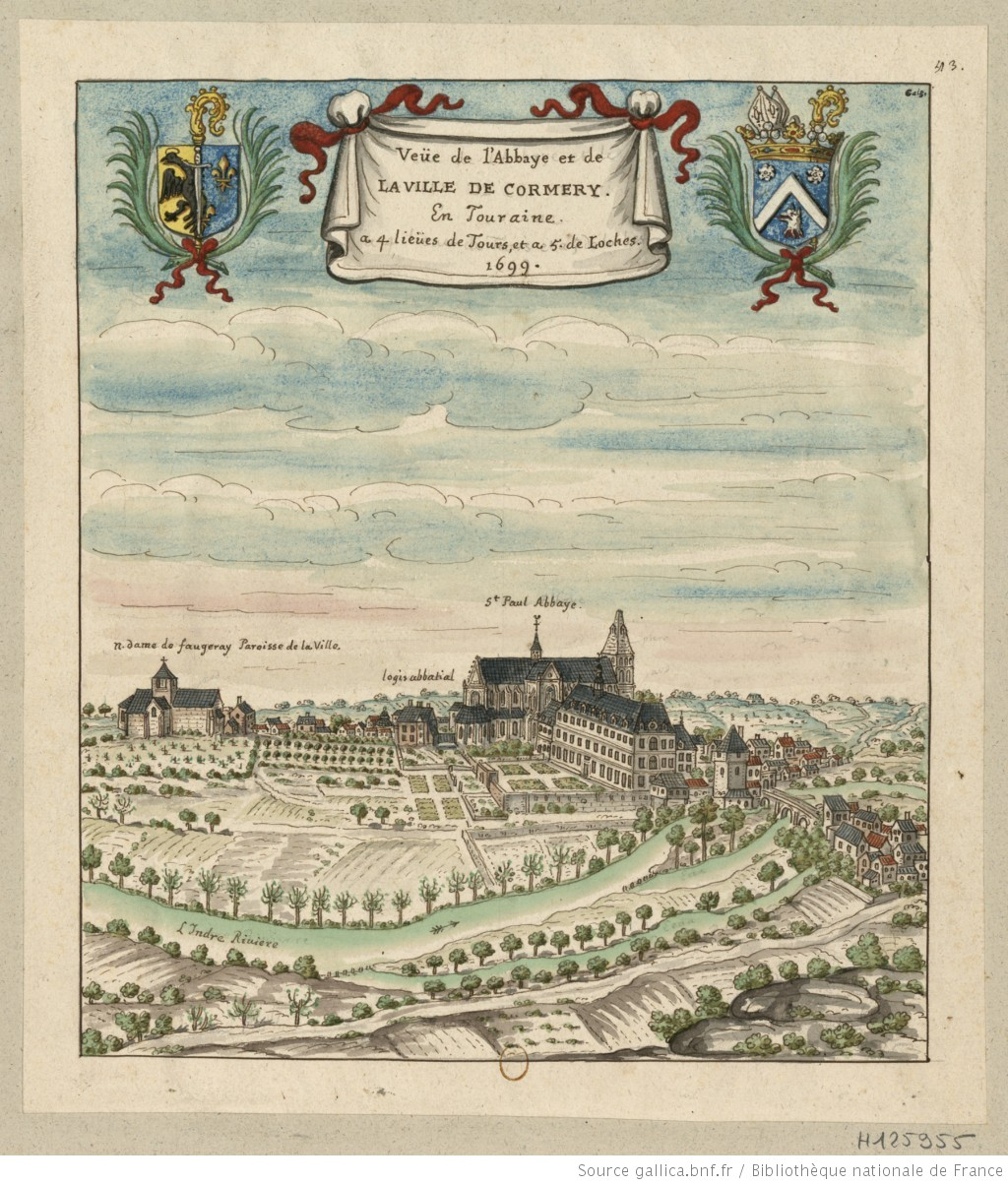
Cormery au XVIIe siècle.

L'église est construite en bordure nord de la route qui suit la vallée de l'Indre, à 300 m à l'est de l'enclos de l' abbaye Saint-Paul. L'emplacement de l'église, voulu par les moines et bien visible sur la gravure de Louis Boudan dans la collection de Gaignières, permet dès le Moyen Âge à la population laïque de Cormery de bénéficier d'offices religieux sans devoir pénétrer dans l'abbaye et sans nuire au nécessaire isolement des religieux. Elle domine largement cette vallée, à l'abri des crues de la rivière. Lors de sa fondation, elle se trouve également à l'écart du bourg de Cormery, qui se construit au plus près de l'abbaye dans la vallée. Son environnement est constitué d'un cimetière préexistant au sud et de parcelles de vigne au nord et à l'est.
La nef de l'édifice ouvre à l'ouest et le chœur est tourné vers l'est, selon une orientation courante pour les églises catholiques.

## Historique
La date de construction de l'église n'est pas connue, mais l'initiative en revient aux moines de l'abbaye de Cormery : la première mention de l'édifice se rencontre, sous le vocable « ecclesia Cormaricensis Sanctæ Mariæ », dans le cartulaire de l'abbaye en 1139 (privilège du pape Innocent II),. Une étude architecturale de l'église semble indiquer que la construction de l'église actuelle est postérieure à la mention de 1139, qui concernerait donc un autre édifice, disparu, et dont l'emplacement n'est pas connu. L'adjonction du terme « Fougeray » est tardive, postérieure au XIVe siècle.
La construction de l'église semble s'être déroulée au XIIe siècle en deux étapes, la nef d'une part et le transept et le chœur d'autre part, comme l'indiquent les raccords de maçonnerie et les caractéristiques architecturales. Toutefois, si Octave Bobeau envisage une édification de la nef dans la première moitié du XIIe siècle, suivie quelques décennies plus tard par le transept et le chœur, Frédéric Lesueur propose une chronologie inverse, transept et chœur d'abord, nef ensuite. Cette dernière proposition semble devoir être privilégiée et correspond d'ailleurs à la chronologie la plus couramment rencontrée.
Au XIIIe siècle, des fresques sont peintes sur les murs de la nef.
Fin mars 1358, une bande armée commandée par le français Basquin du Poncet, basée à La Roche-Posay et se réclamant « du parti des Anglais » envahit Cormery, abat le clocher et incendie les combles de l'église. Le clocher n'est reconstruit qu'au XVe siècle sur un plan différent (flèche moins haute sur une charpente en bois) imposé par les contingences financières, en même temps que la charpente de l'édifice est entièrement reprise, incluant l'abside et les chapelles absidiales sous un même toit. Un pignon coiffe une partie de l'abside principale et des absidioles.
Au XVIIIe siècle, les cloches sont refondues mais l'opération qui a lieu dans l'église dégage une fumée si salissante qu'il faut se résoudre par la suite à enduire les murs, masquent par la même occasion des fresques abîmées et passées de mode. Sur l'enduit sont peintes des lignes restituant l'aspect d'un appareil en pierres de taille blanches jointes au mortier gris.
En septembre 1976, deux chandeliers d'autel du XVIIe siècle sont volés ; à une date indéterminée, une crédence d'époque Louis XV est également dérobée, ces trois objets étant classés au titre des monuments historiques. En 1976 et 1977, le clocher puis le transept font l'objet de travaux (réfection de la maçonnerie et de la toiture).
Le 22 juin 2008, la foudre frappe l'église, endommageant la couverture du clocher.

## Architecture

Plan de l'église.

L'église est construite sur le plan d'une croix latine, comportant une nef simple sans bas-côtés, un transept et un chœur terminé par une abside semi-circulaire flanquée de deux absidioles ouvrant sur les bras du transept. Les murs sont construits en appareil irrégulier de moellons calcaires et de rognons de silex, à l 'exception des parties du chœur et des absidioles qui encadrent les baies, en grand appareil.

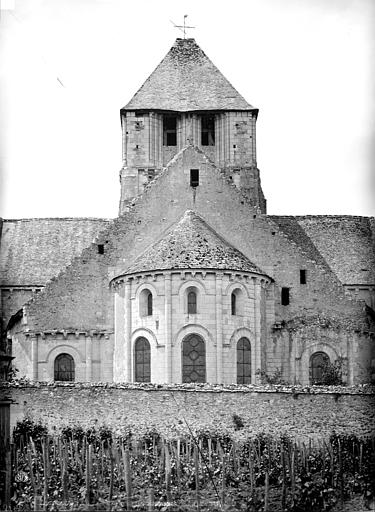
Vue générale du chevet.

La nef est entièrement voûtée — ce qui est assez peu courant pour les édifices romans tourangeaux — en berceau brisé mais la voûte est traversée par les entraits et les poinçons de la charpente refaite au XVe siècle. Aucun contrefort n'épaule les murs gouttereaux de la nef ; en contrepartie et pour supporter les efforts de la voûte, ces murs sont épais de 1,70 m. Les massifs qui encadrent la façade sont des ajouts postérieurs. Seul le mur sud de la nef est percé de six baies en plein cintre, dont l'une, au dessus de la porte sud est murée ; le mur nord est aveugle. Une baie semblable prend place au dessus du portail principal, à l'ouest. Dans l'angle extérieur de la nef et du croisillon nord du transept avec lequel elle communique, une tourelle à escalier permet d'accéder aux combles et au clocher de l'église. Les deux portes de la nef, ouest et sud, sont en arc brisé. Un auvent moderne, sur le plan d'un porche du XVIe siècle, précède la façade à l'ouest,.
Une sacristie, de construction moderne, est implantée au sud-est de la nef, contre le croisillon sud du transept ; elle est accessible par une porte percée dans sa paroi mitoyenne avec le transept et son édification a entraîné l'obturation partielle de la baie de la nef qui se trouve au dessus d'elle. Cette porte est d'ailleurs antérieure à la construction de cette dépendance : elle permettait d'entrer directement dans le transept ; elle est parfois considérée comme l'ancienne porte des Morts. Côté sacristie (anciennement côté extérieur), les piédroits de cette porte en plein cintre sont composés de colonnes surmontés de chapiteaux sculptés.
La croisée du transept supporte le clocher. Elle est voûtée d'une coupole à seize pans, dont les arcs principaux, aux quatre coins, reposent sur des pendentifs. Elle semble être inspirée du dispositif de voûtement de la tour Sain-Paul, à l'abbaye voisine.
L'abside est éclairée par 3 groupes de deux baies superposées, toutes en plein cintre. Des colonnes engagées entre les baies font office de contreforts extérieurs, disposition rarement retenue,.

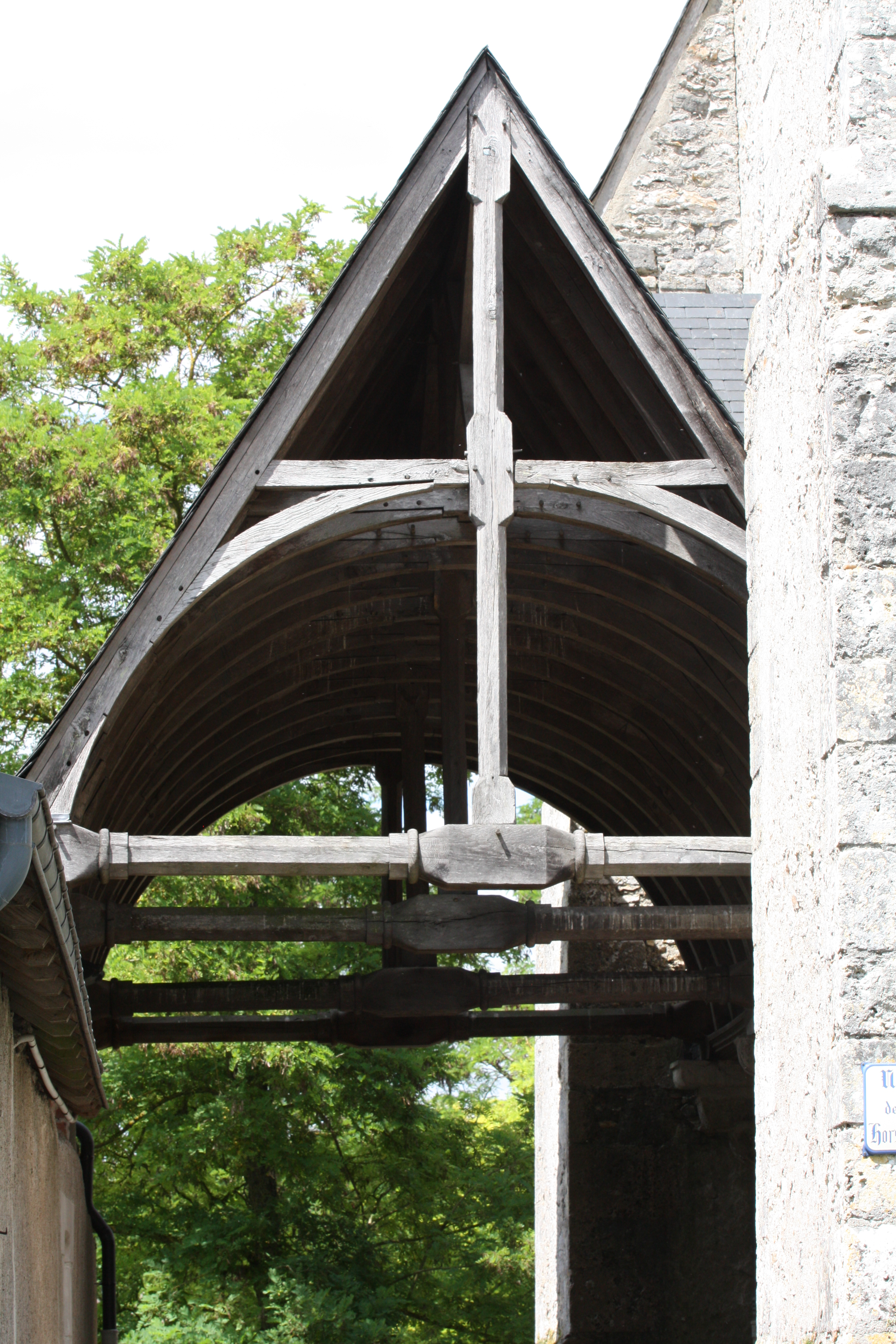
Auvent.
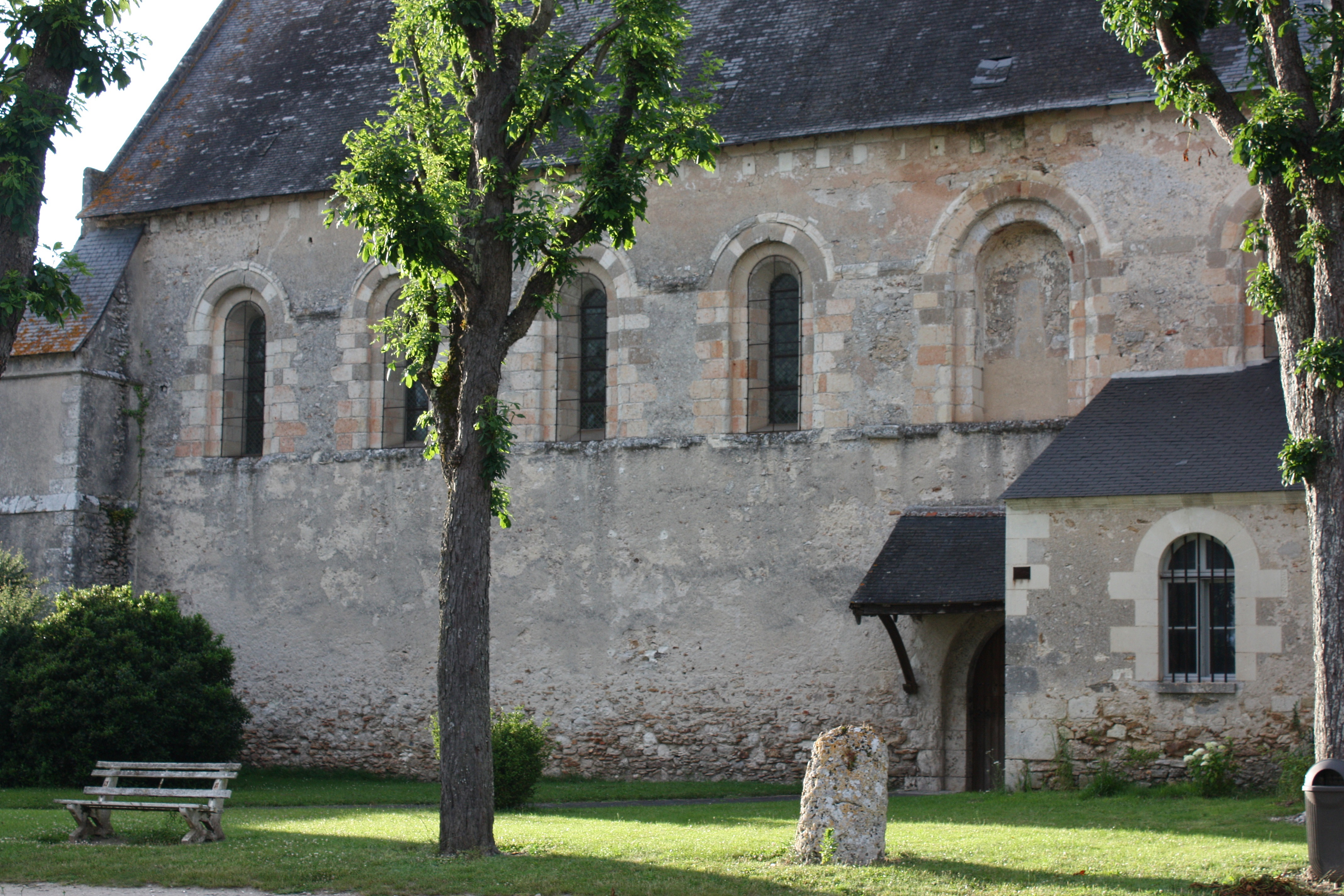
Nef, côté sud.
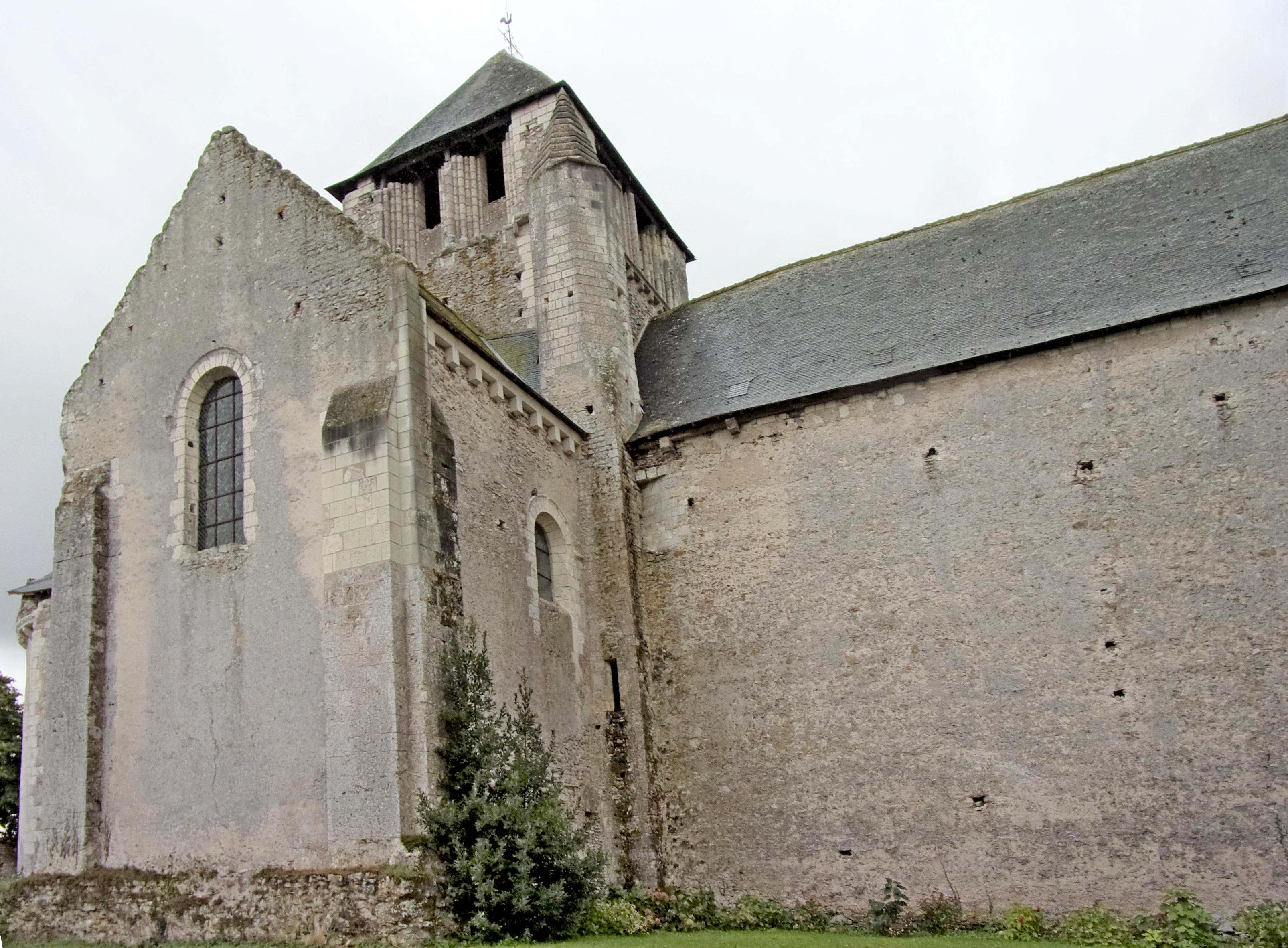
Nef et transept, côté nord.
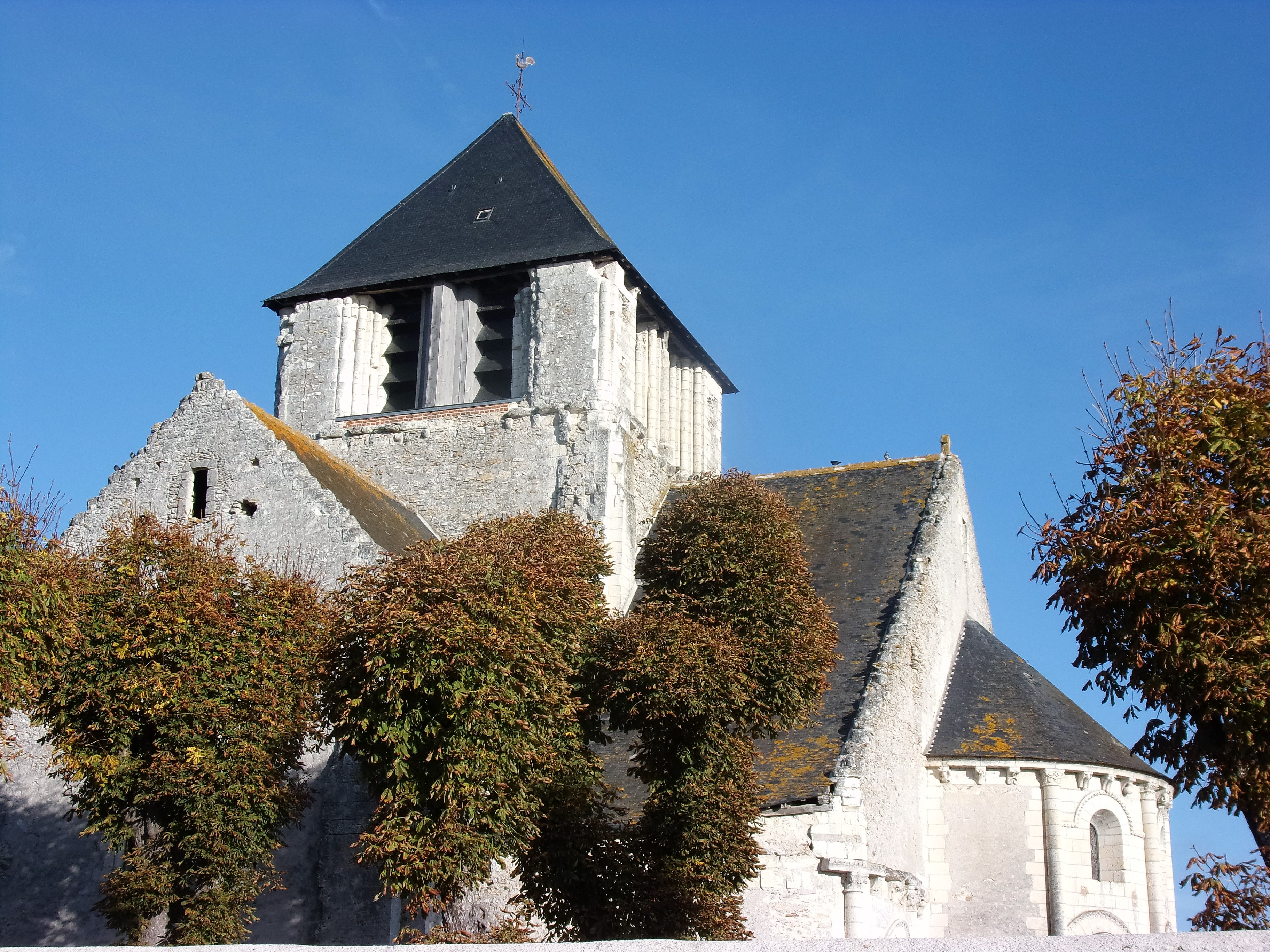
Clocher.
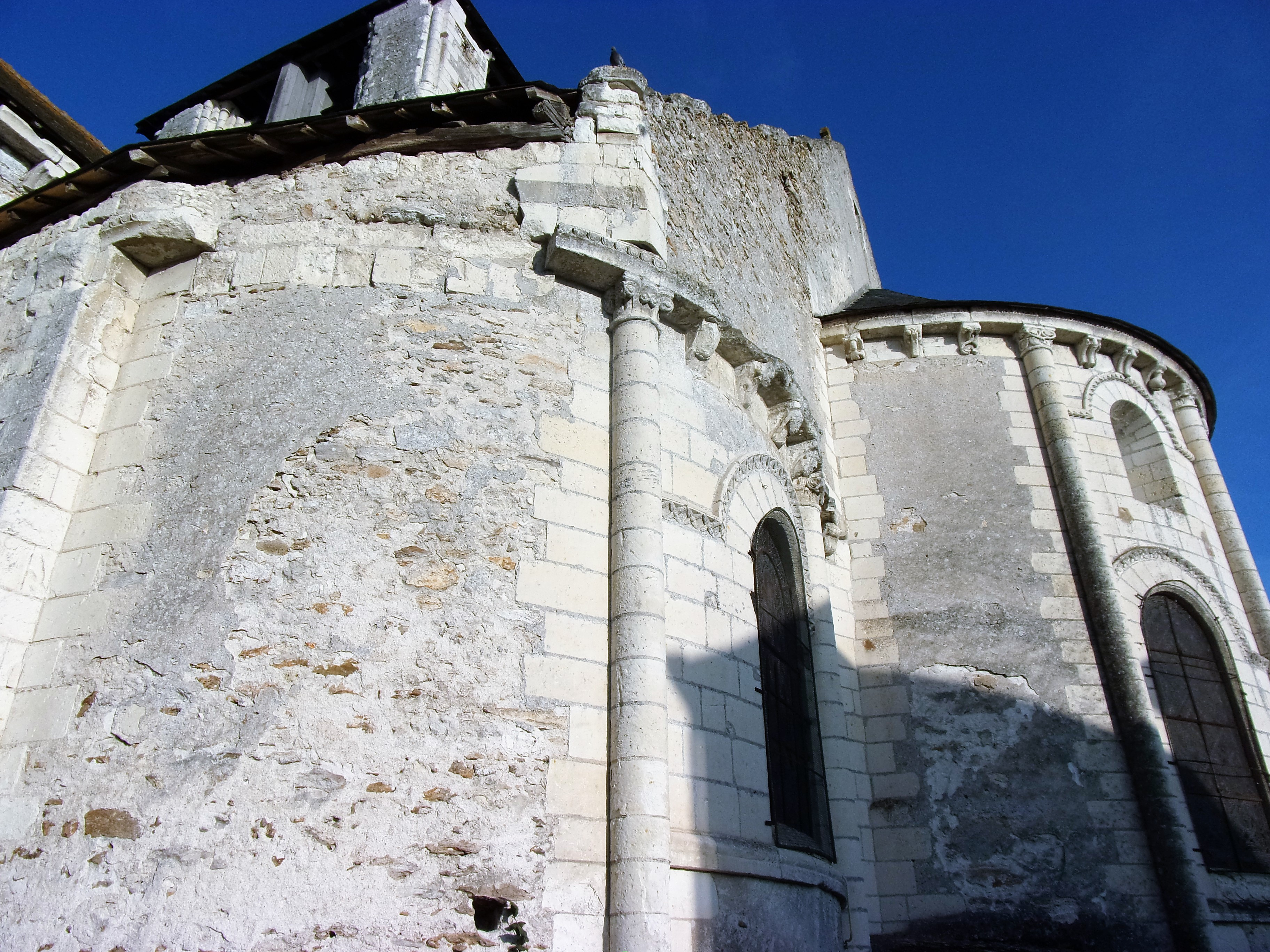
Détail du chœur.
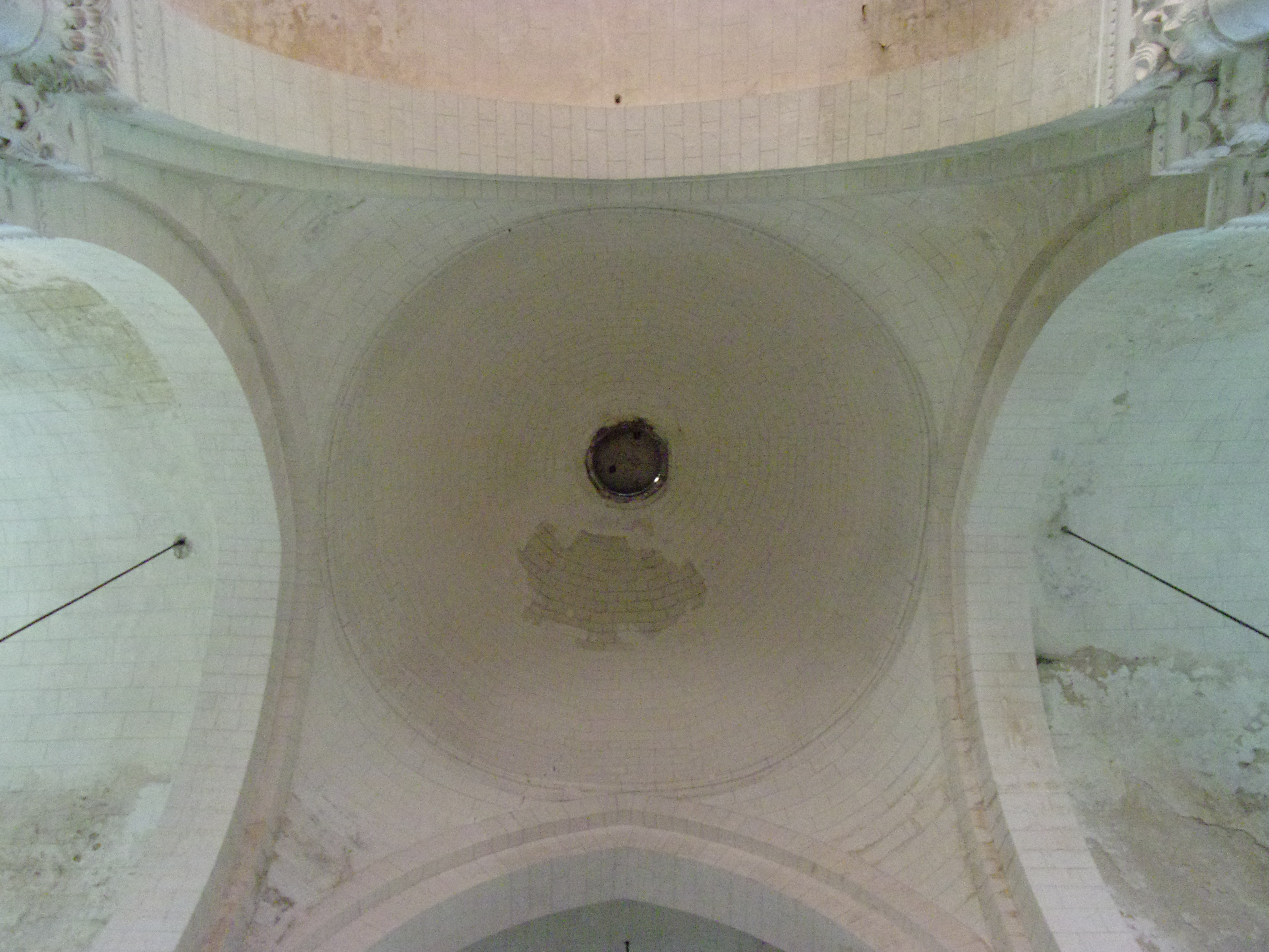
Coupole à la croisée du transept.
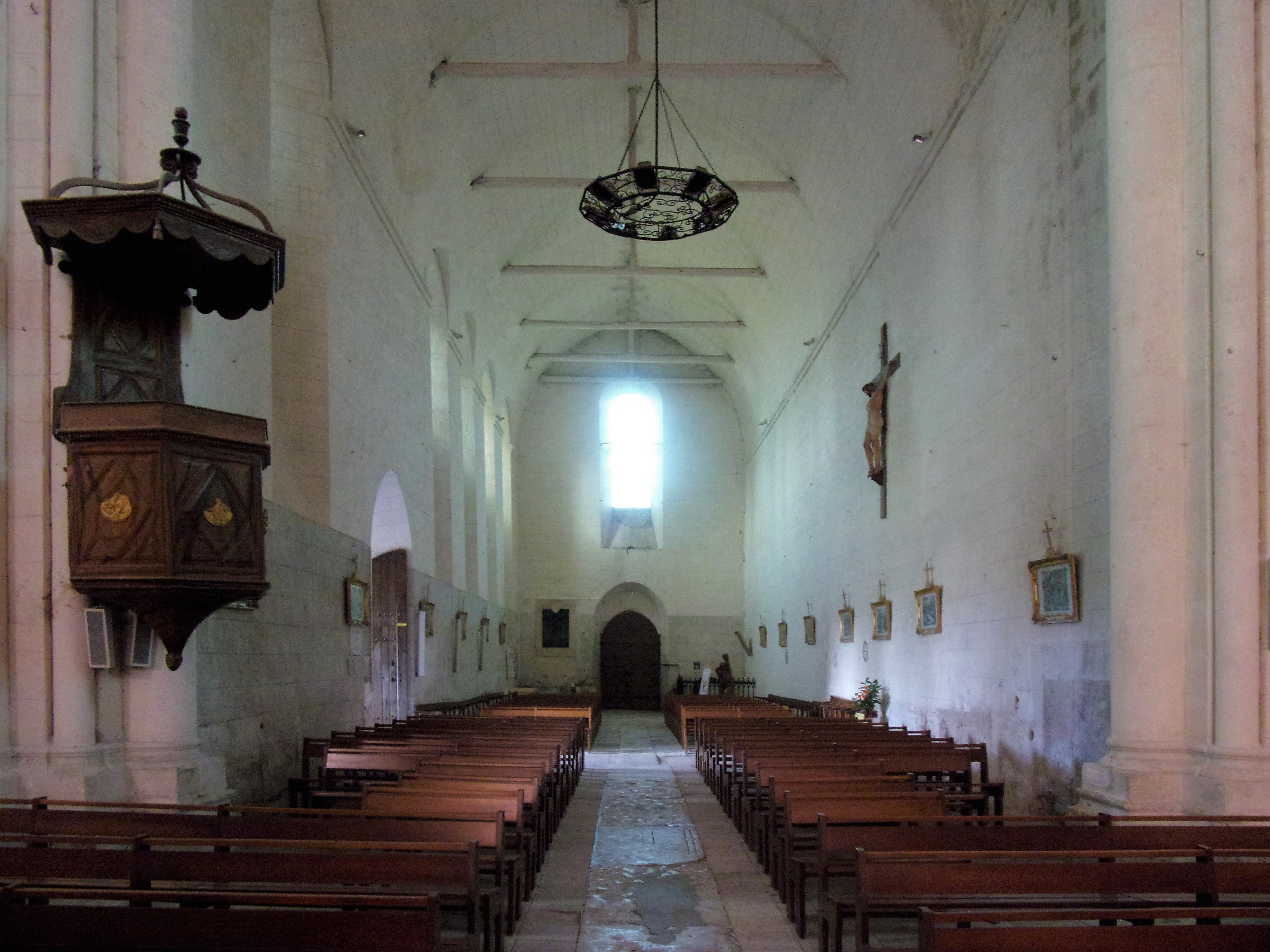
Vue intérieure de la nef..

## Décor et mobilier

### Décor
Un cordon mouluré souligne extérieurement la base des baies de la nef ; un autre, plus haut, dessine l'extrados de leurs arcs. À l'intérieur de la nef, seul le cordon inférieur existe,. Une corniche soulignée de modillons, à la base de la toiture, devait ceinturer extérieurement l'ensemble de l'édifice, à l'exception de la façade ouest et des deux extrémités du transept. Elle est très mal conservée, sauf au niveau de l'abside et des absidioles.
Le dallage d'une partie de l'allée centrale de la nef et du départ du transept est constitué de grandes dalles funéraires en remploi composant une croix.
Certaines des verrières qui garnissent les baies du chœur et des chapelles absidiales sont issues de l'atelier du maître verrier Julien-Léopold Lobin ; elles sont datées de 1858-1859. Intérieurement, les trois petites baies du second étage du chœur alternent avec quatre niches de même forme qui abritent des statues.
Un fragment de fresque du XIIIe siècle représentant une Vierge à l'Enfant est mis au jour au XXe siècle en retirant le badigeon qui le recouvrait mais il est possible que ces fresques aient couvert intérieurement une bonne partie des parois de l'édifice, comme en témoignent d'autres fragments sur d'autres parties des murs. Elles représentent des scènes religieuses en relation avec le cimetière sur lequel s'ouvre le portail latéral sud de la nef ; elles symbolisent l'accompagnement des morts. La fresque découverte sur le mur nord de la nef fait l'objet d'une protection au titre des monuments historiques.

Décor de l'église.
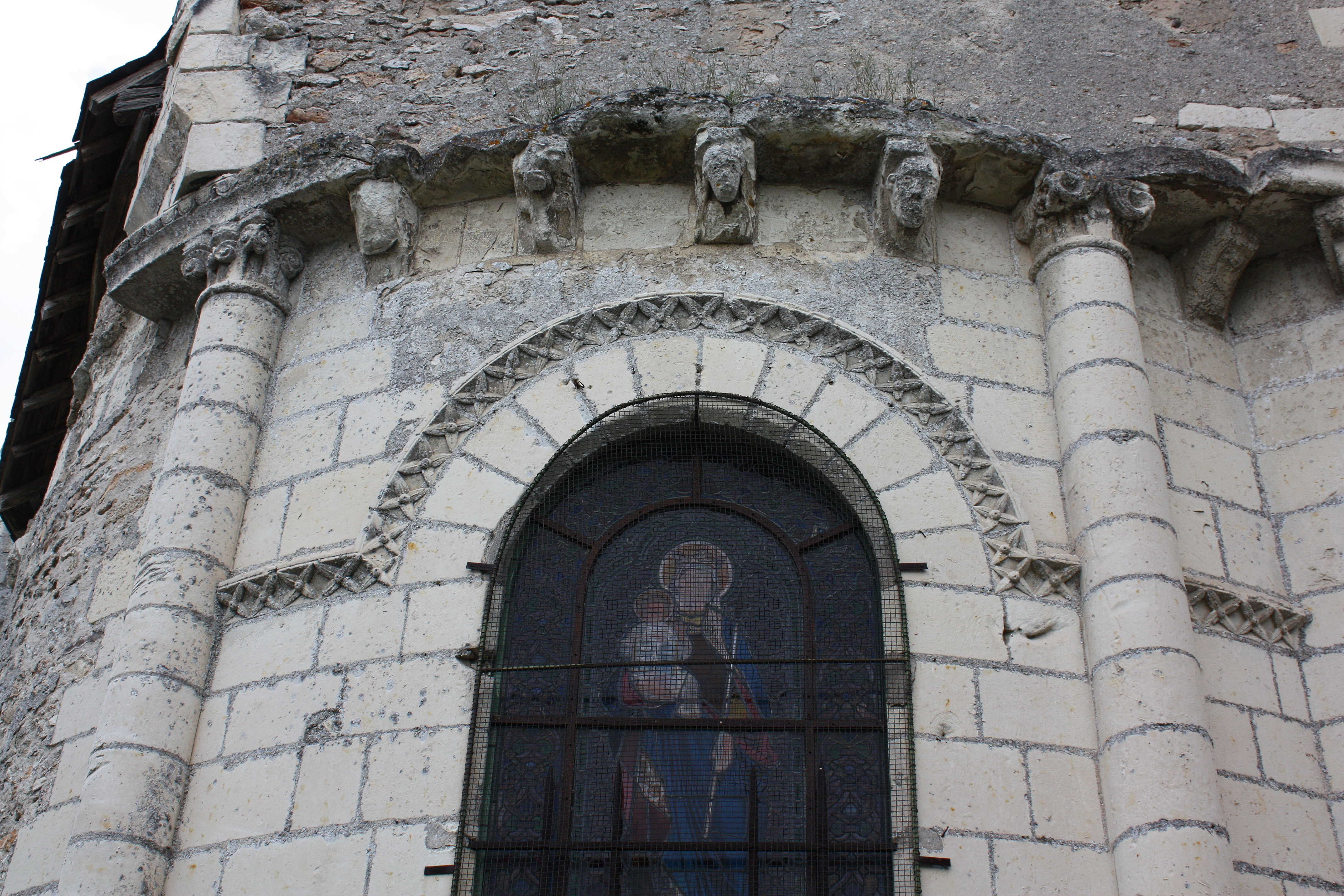
Absidiole sud.
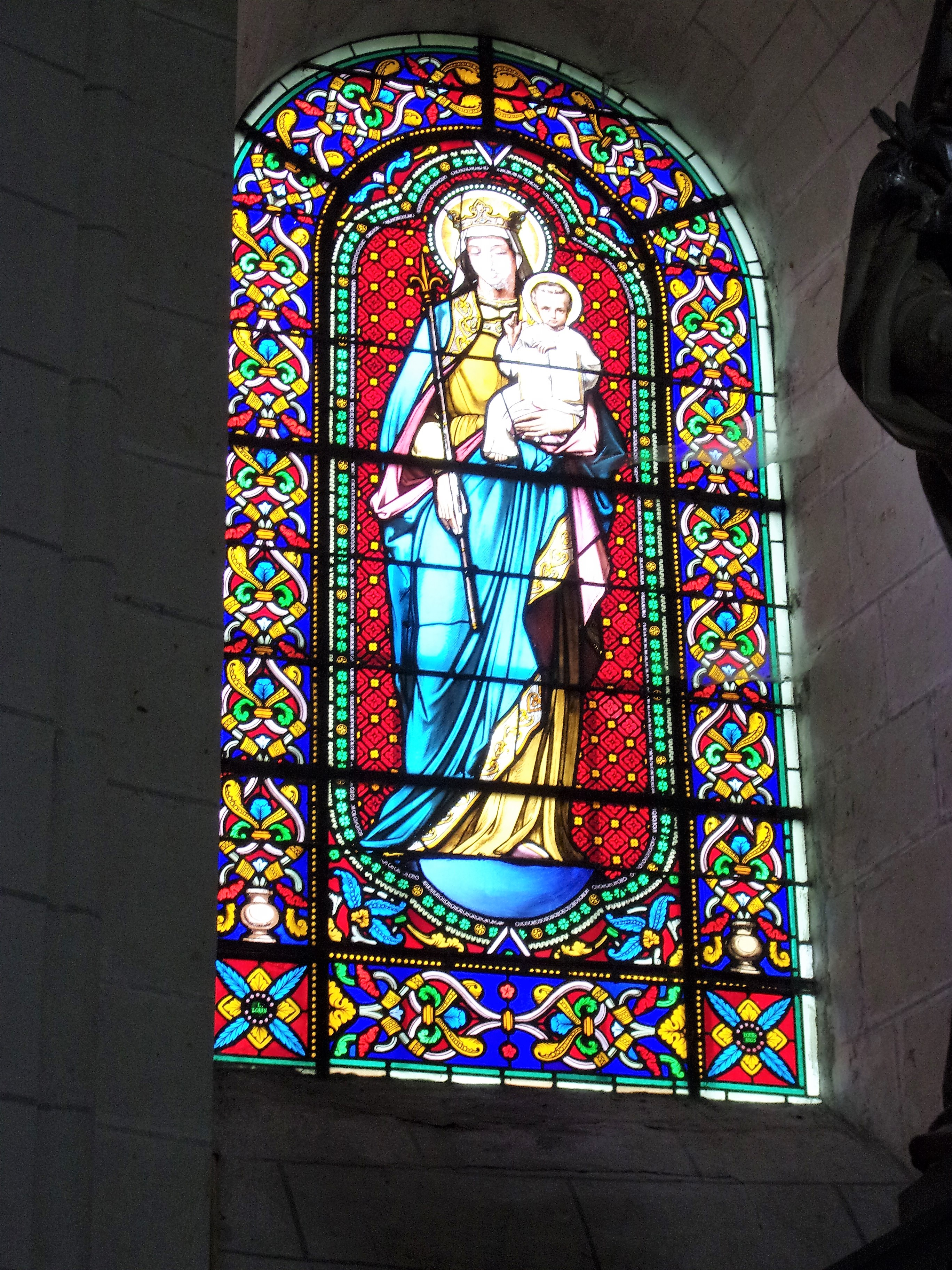
Verrière dans la chapelle sud.
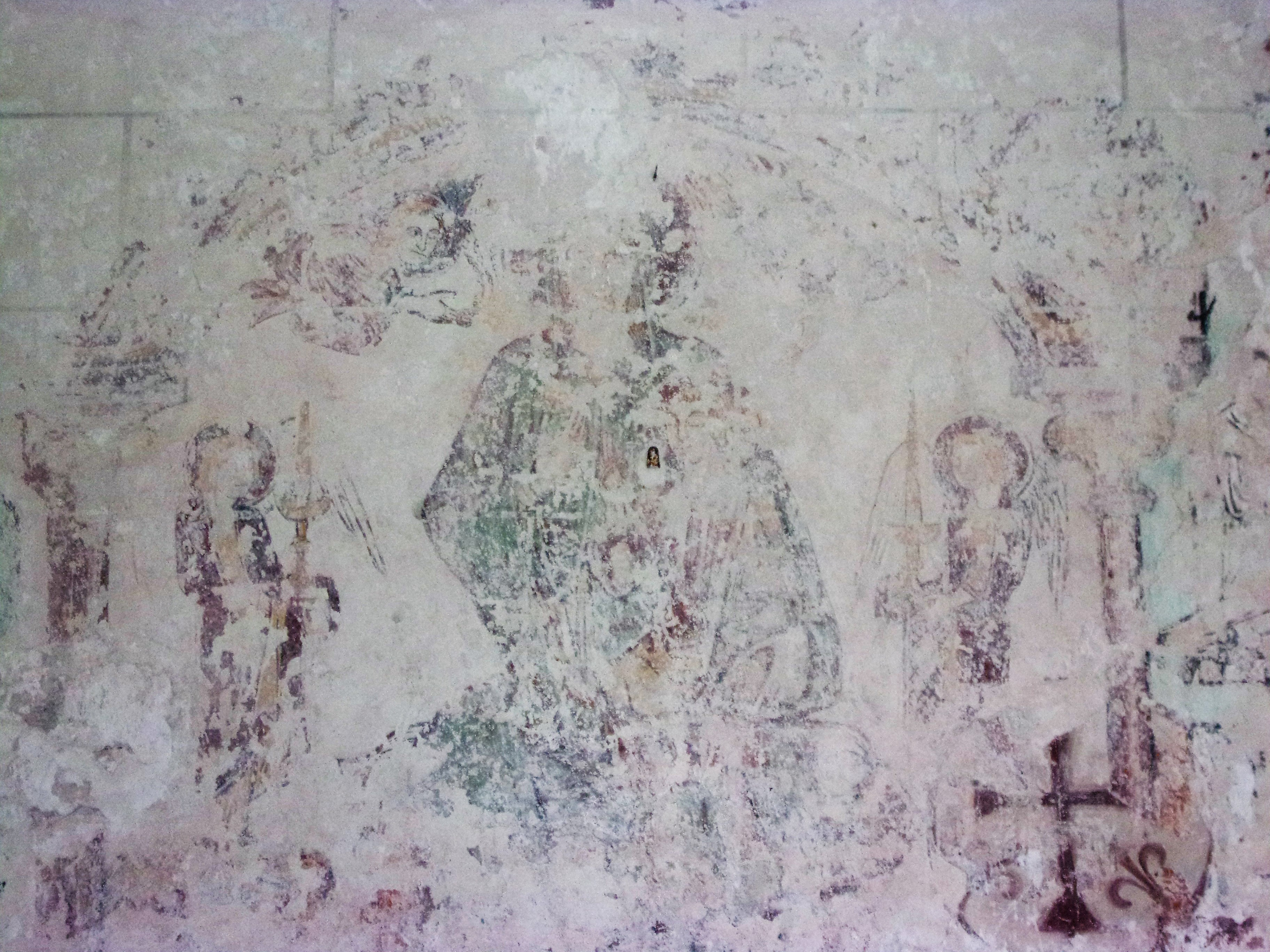
Fresque murale dans la nef.

### Mobilier
Les statues qui garnissent les niches supérieures du chœur, de facture assez grossière et dont l'origine et la symbolique sont inconnues, même si certains proposent d'y voir la représentation des quatre évangélistes Jean, Luc, Marc et Matthieu, n'ont manifestement pas été conçues pour cet usage. Datées du XIe siècle, elles sont classées.
Deux groupes de trois stalles en bois sculpté datant du XVe siècle, dont les sièges pourvus de miséricordes aux motifs tous différents sont séparés par des parcloses, sont inscrites dans la base Palissy. Elles proviennent de l'abbatiale Saint-Paul et ont été commandées entre 1434 et 1476 par l'abbé Pierre Berthelot — d'autres stalles issues de la même commande sont transférées dans l'église Saint-Saturnin (ancienne église des Carmes) à Tours.
Une cuve baptismale du XIIe siècle, classée comme objet protégé dans la base Palissy prend place à l'entrée de la nef.
Une banquette en pierre sur laquelle ont été dans un second temps aménagés des sièges en bois court sur toute la longueur des murs gouttereaux de la nef.
Dans le transept est installée une croix de mission en fer forgé datée de 1823, qui était probablement située, à l'origine, en extérieur, en un lieu non précisé du territoire communal.

Mobilier de l'église.
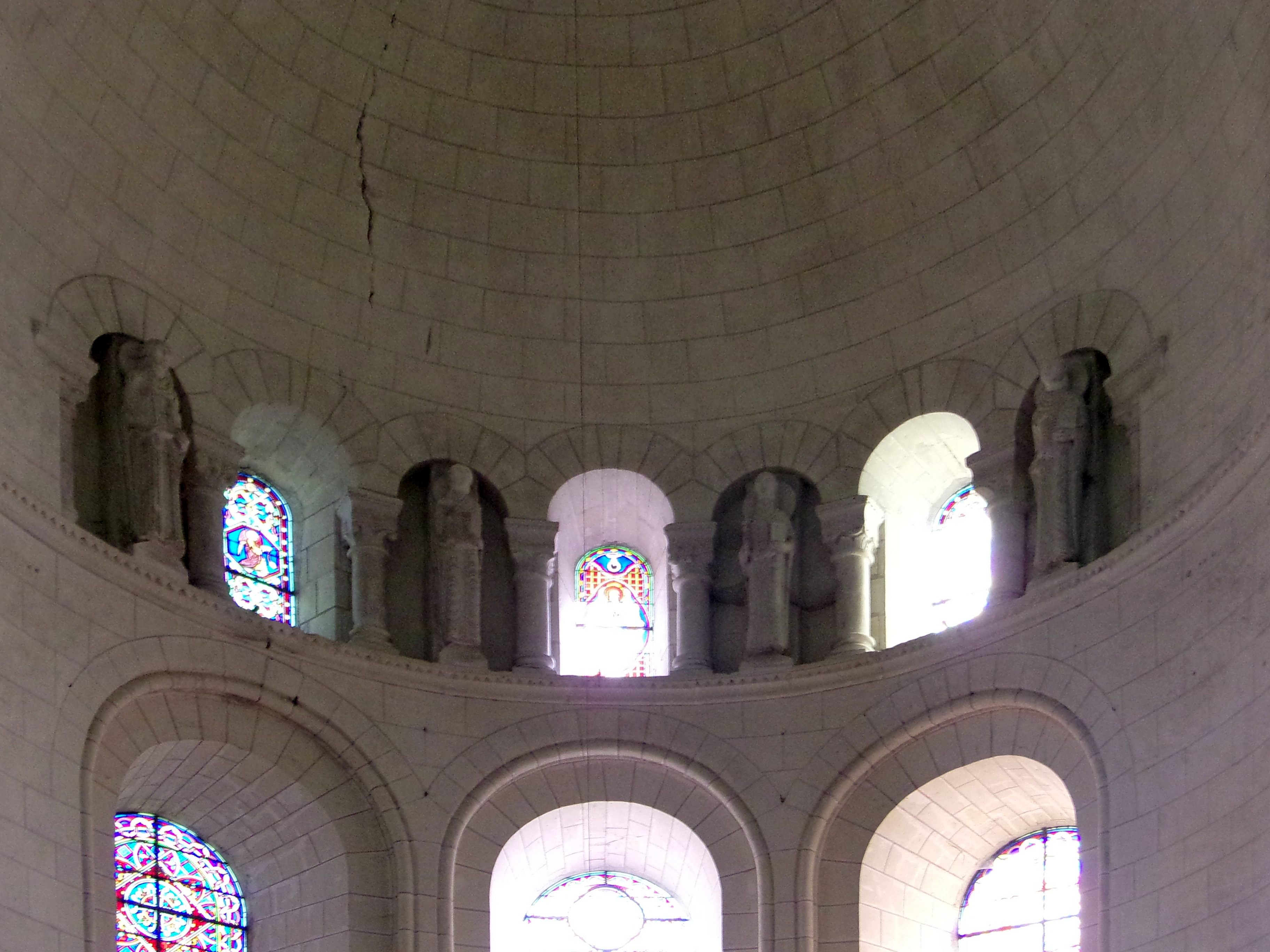
Groupe de quatre statues dans le chœur.
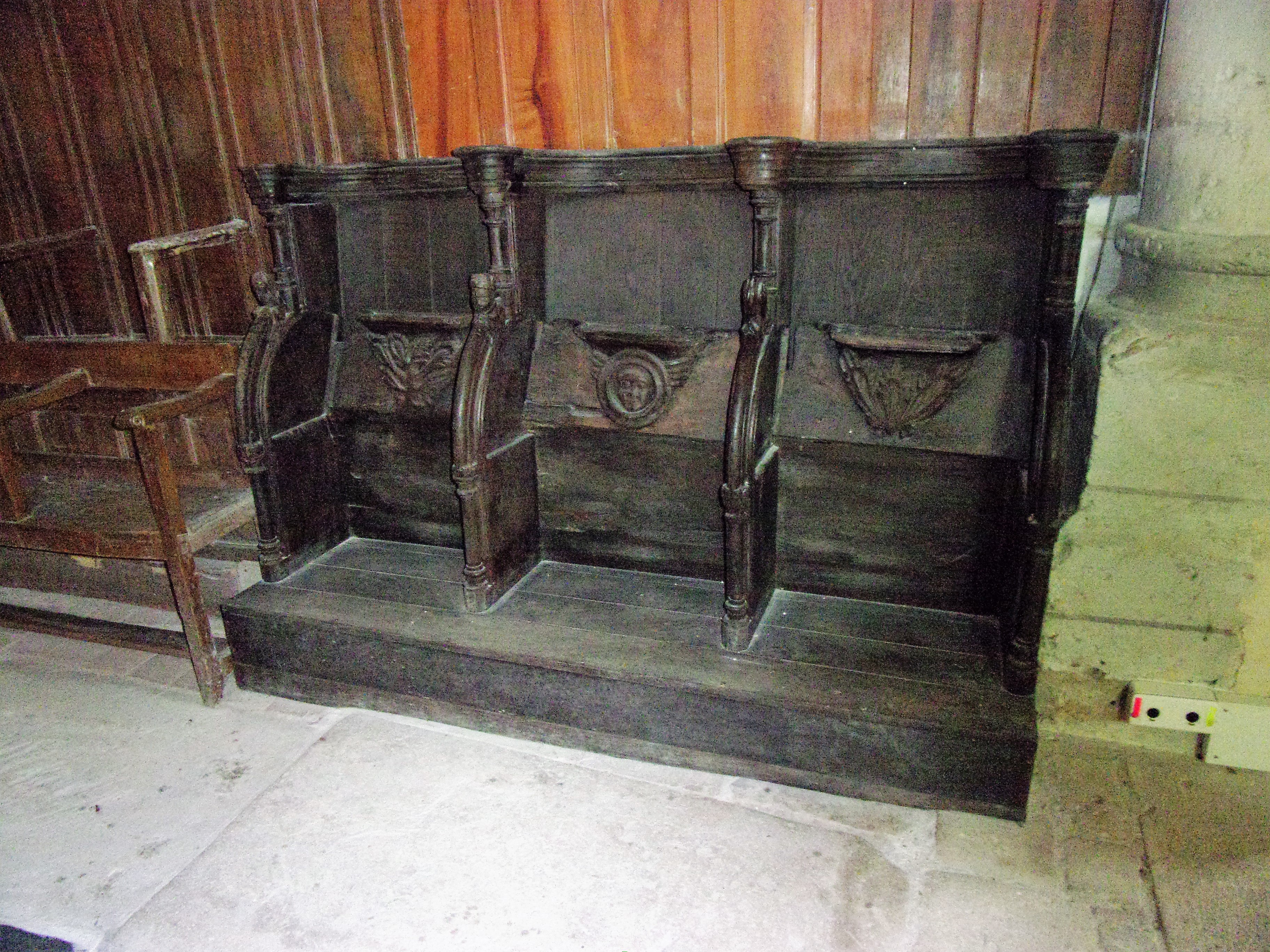
Stalles dans le chœur.
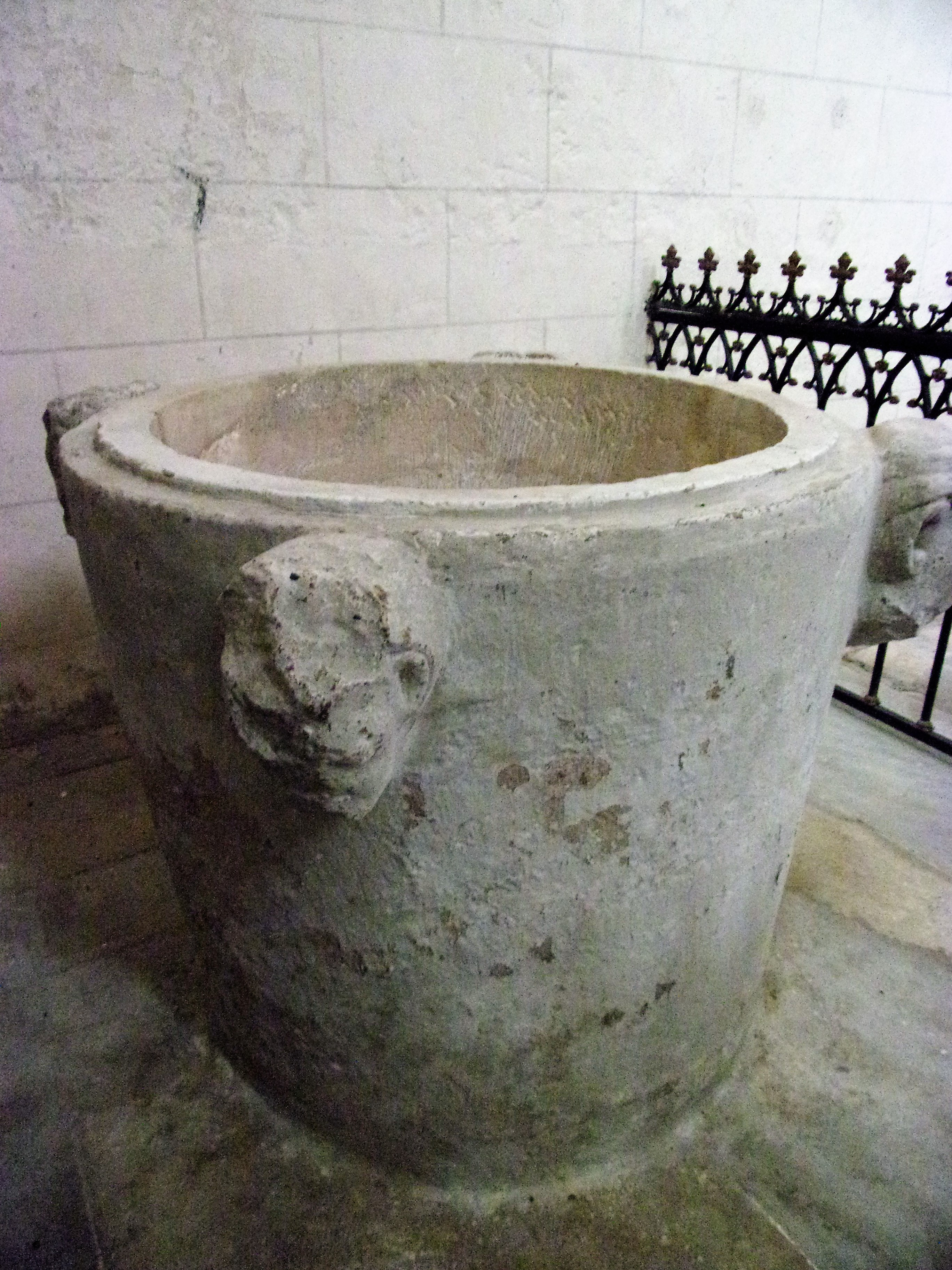
Fonts baptismaux.
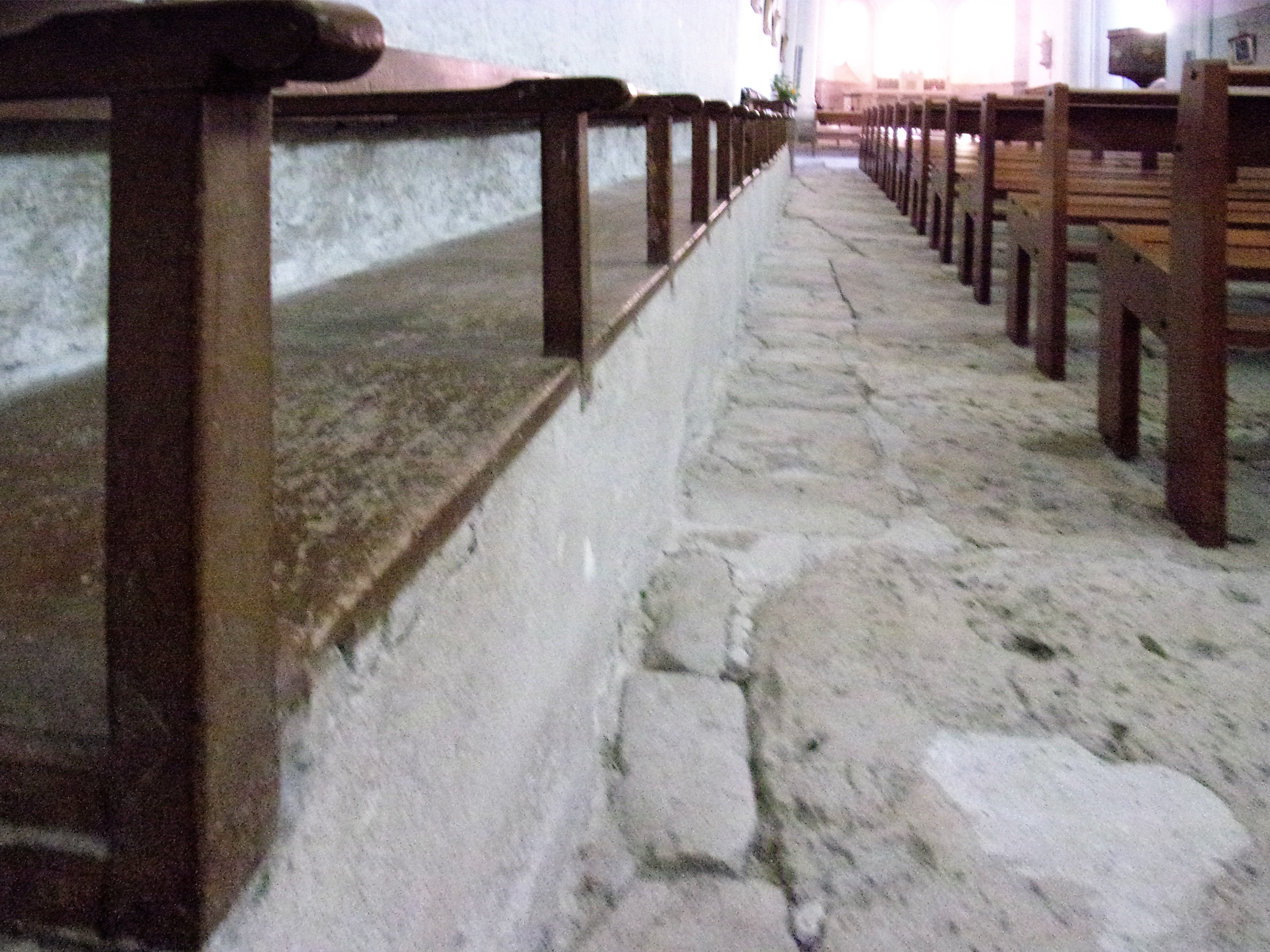
Banquette en pierre le long du mur de la nef.
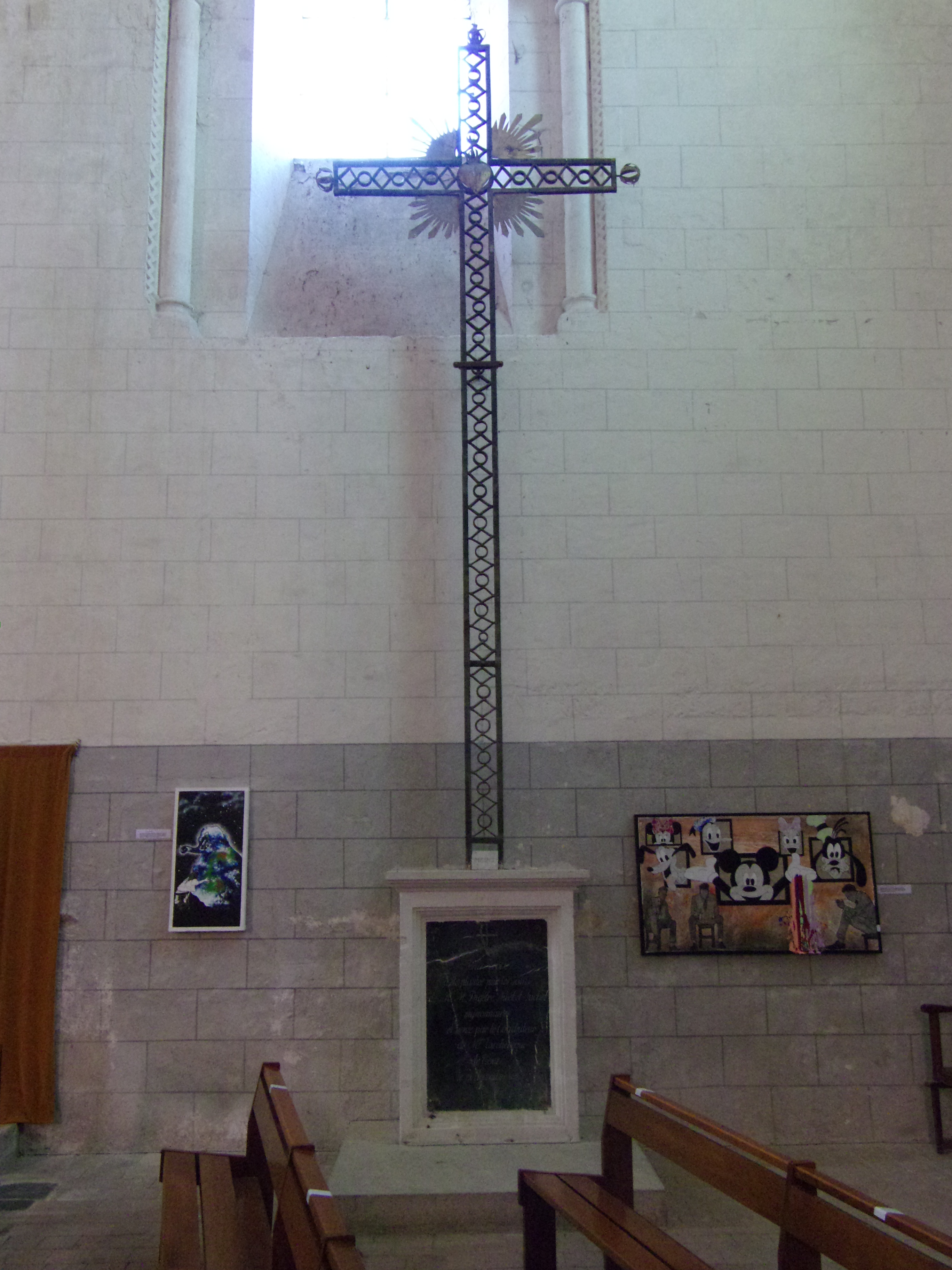
Croix de mission.